# Manuel María Cambronero

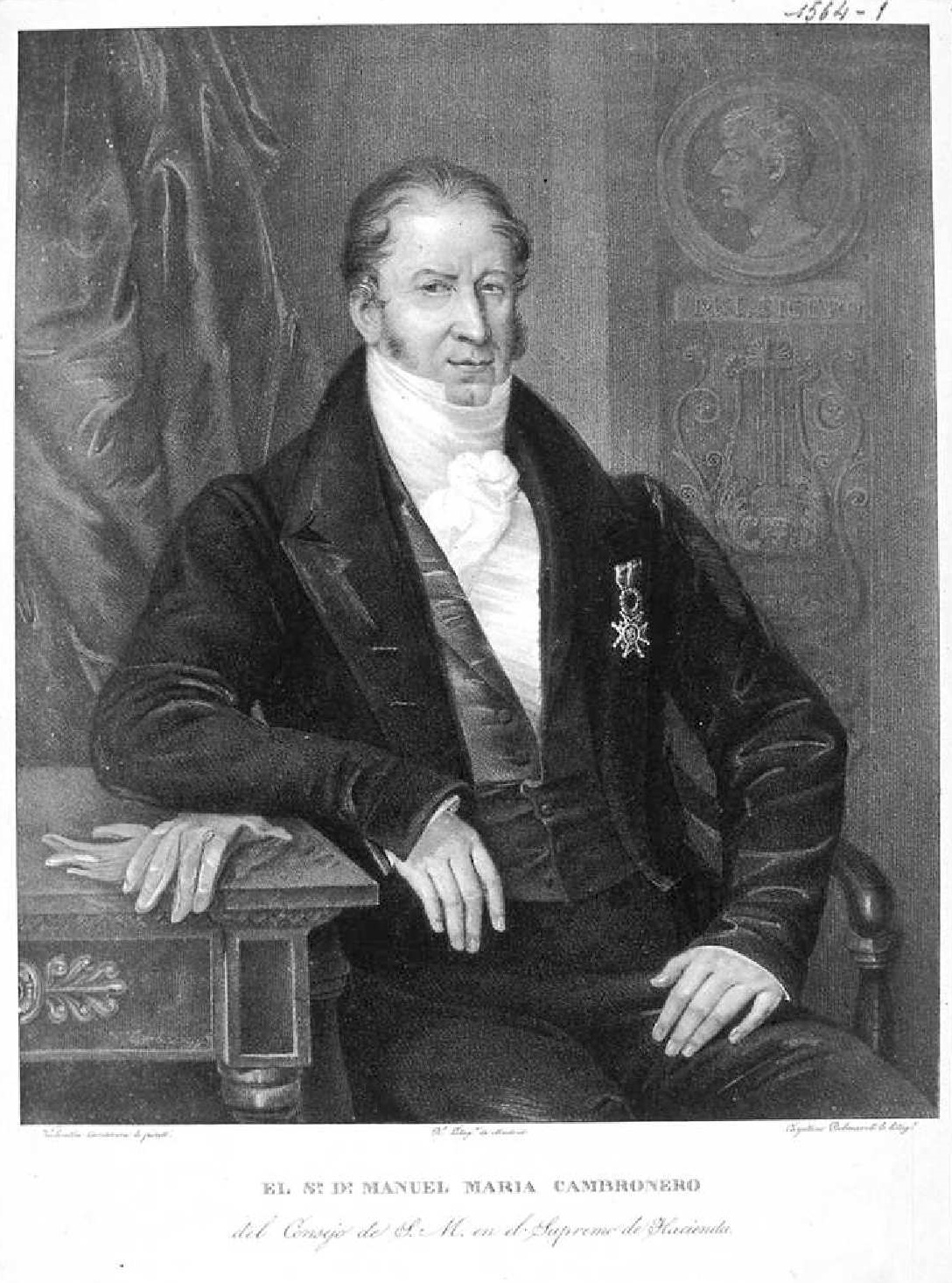
Retrato de Manuel María Cambronero. Litografía de Cayetano Palmaroli por dibujo de Valentín Carderera. Inscripción: «El Sr. Dn. Manuel María Cambronero, del Consejo de S. M. en el Supremo de Hacienda». Biblioteca Nacional de España.

Manuel María Cambronero García (Orihuela, 1765 - Madrid, 1834) Literato y jurista español, perteneciente a la Escuela literaria salmantina del siglo XVIII.

## Biografía
Cursó estudios en Orihuela, donde obtuvo su doctorado con 17 años. Se trasladó a Madrid para ejercer la abogacía y trabajó como secretario de la presidencia de Castilla y ministro en la Chancillería de Valladolid.
En 1808 fue miembro del Consejo privado y del Consejo de Hacienda de José I Bonaparte, además de secretario de Estado. 
En 1809 fue nombrado Caballero de la Real Orden de España, intervino en la preparación del Código Civil y de las Cortes josefinas de 1812. 
En 1810 obtuvo el cargo de ministro de Justicia y presidente de la Sociedad Económica matritense en 1811. 

En 1814, con la restauración de Fernando VII se exilió en Francia. Retornó a España tras una amnistía.

## Obras
- La institución de los mayorazgos examinada histórica y filosóficamente, con un proyecto de ley para su reforma (Madrid, 1820)
- Ensayo sobre los orígenes, progreso y estado de las leyes españolas
- Consulta sobre la sucesión a la Corona, encargada por Fernando VII